# Ahmad ibn Yahya

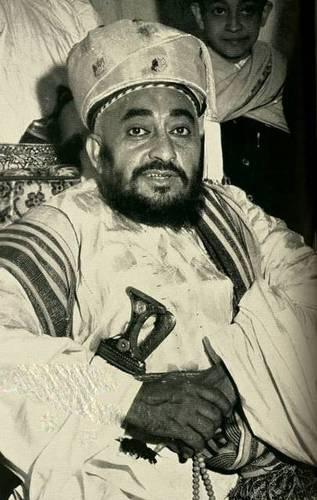
Ahmad ibn Yahya (1947)

Ahmad ibn Yahya (arabisch أحمد بن يحيى حميد الدين, DMG Aḥmad ibn Yaḥyā Ḥamīd ad-Dīn; * 1891; † 18. September 1962 in Dar Al-Bashair, Bir Al-Azab, Sanaa) war der vorletzte König der Zaiditen im Nordjemen (1948–1962).
Nach der Ermordung seines Vaters Yahya Muhammad Hamid ad-Din im Februar 1948 verbündete sich Ahmad mit den Stämmen des Nordjemen gegen die Putschisten und eroberte mit ihnen im März 1948 die Hauptstadt Sanaa. Dies führte zu schweren Plünderungen in der Stadt. Die Putschisten und der von ihnen eingesetzte Herrscher al-Wazir wurden hingerichtet.
Auch Ahmad erhielt die von seinem Vater eingeleitete Isolation des Landes aufrecht. Die allgemeine Rückständigkeit führte zum Niedergang der Landwirtschaft und zum Ausbruch von Hungersnöten. Dennoch begann mit Hilfe der UNO eine langsame Modernisierung der Infrastruktur, des Bildungs- und Gesundheitswesens. Die absolutistische Regierung Ahmads führte 1955 zu einer Revolte seines Bruders Saif ad-Din Abdallah, der Ahmad sogar zeitweilig in seiner Residenz in Taizz belagerte. Auch als Kronprinz Muhammad al-Badr, während eines Kuraufenthalts von Ahmad im Ausland, die Modernisierung mit Hilfe sowjetischer und chinesischer Berater zu beschleunigen suchte, wurden diese Bestrebungen von Ahmad unterdrückt. Allerdings wurde er bei einem Attentat im März 1961 schwer verletzt und übertrug die Regierung nun seinem Sohn Muhammad al-Badr, der nach Ahmads Tod (19. September 1962) König des Nordjemen wurde.